# ستان شامبرز
ستان شامبرز (بالإنجليزية: Stan Chambers)‏ هو صحفي أمريكي، ولد في 11 أغسطس 1923 في لوس أنجلوس في الولايات المتحدة، وتوفي في 13 فبراير 2015.

## وصلات خارجية
- ستان شامبرز على موقع IMDb (الإنجليزية)
- ستان شامبرز على موقع قاعدة بيانات الفيلم (الإنجليزية)